# 土丁桂
土丁桂（学名：Evolvulus alsinoides）为旋花科土丁桂属的植物。分布在热带东非洲、菲律宾、马来亚、印度、中南半岛、台湾、马达加斯加以及中国的长江以南等地，生长于海拔300米至1,800米的地区，多生长在草坡、灌丛以及路边。

## 别名
毛辣花、白鸽草、白毛将、白头妹（广东、广西） 过饥草、毛将军（福建） 银花草、暴臭蛇、烟油花（广西）

## 异名
- Evolvulus alsinoides (L.) L. var. decumbens (R. Br.) V. Ooststr.
- Evolvulus alsinoides (L.) L. var. rotundifolia Hayata ex Van Ooststroom.